# 文字体系の一覧

図1 主要な文字体系の分布

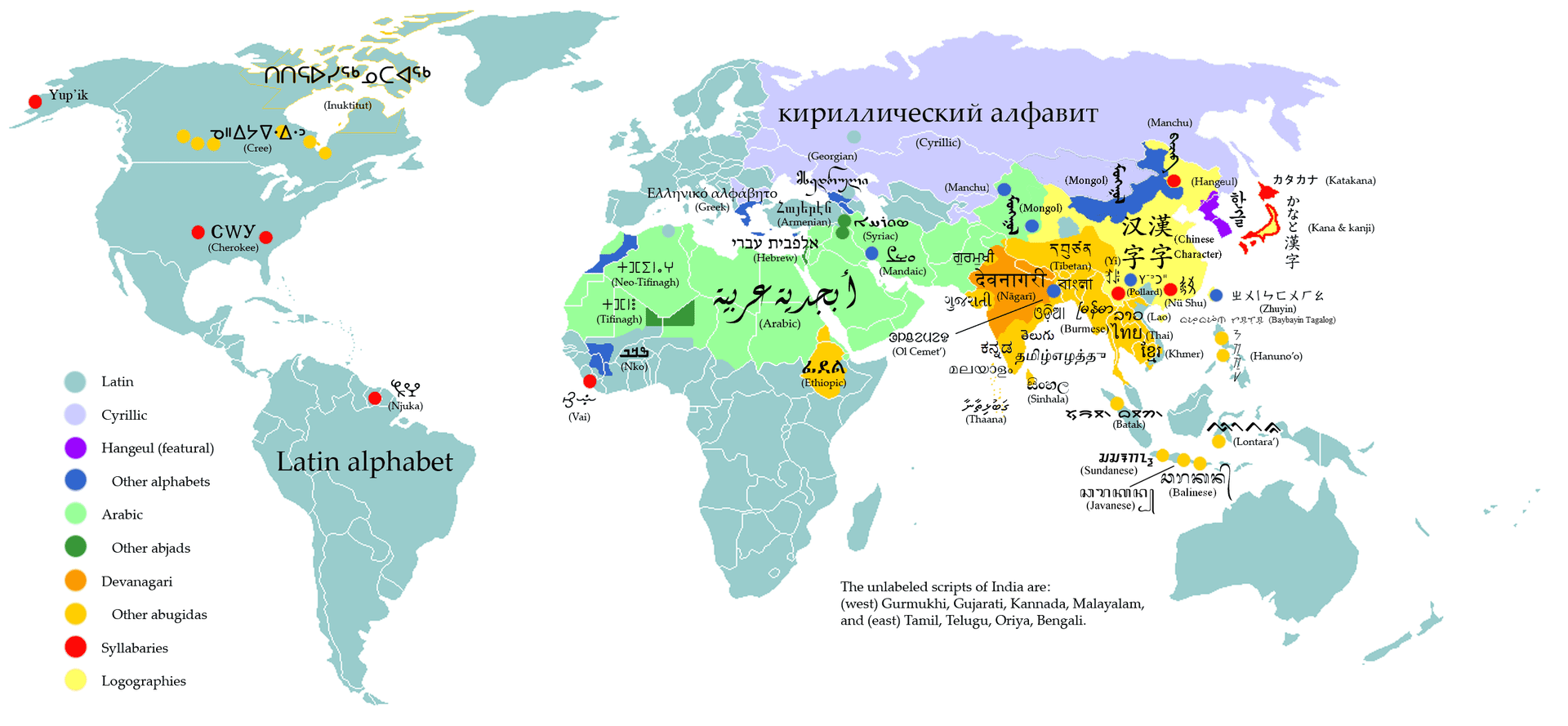
図2 類型別の文字体系の分布
アブジャド:
,
アブギダ:
,
アルファベット:
,
,
音節文字:
,
表語文字:

文字体系の一覧（もじたいけいのいちらん）は世界の文字体系の一覧である。
アブジャド、アルファベット、アブギダをまとめて音素文字と呼ぶ。また、現在一般的に使われている文字を太字で示した。

## 原文字
- アステカ文字
- ミシュテカ文字
- 賈湖契刻文字

## 表意文字
- ンシビディ文字
- ブリスシンボル（セマントグラフィー）
- LoCoS（英語版）（ロコス）
- 地球語

## 表語文字
- ヒエログリフ - ヒエラティック / デモティック
- 楔形文字 - 古アッカド文字 / アッカド文字
- 甲骨文字 / 漢字 - チュノム / 簡体字 / 繁体字 / 新字体 / 旧字体 / 朝鮮漢字
- トンパ文字
- 西夏文字
- マヤ文字

## 音節文字
- 線文字B
- ヒッタイト語楔形文字
- 仮名 - 平仮名 / 片仮名 / 万葉仮名 / 変体仮名
- 彝文字（ロロ文字）
- 女書
- ヴァイ文字
- バムン文字
- メンデ文字
- クペレ文字
- ロマ文字
- チェロキー文字
- アラスカ文字

## アブジャド
- フェニキア文字
- アラム文字 - 帝国アラム文字
- ヘブライ文字
- サマリア文字
- ティフィナグ文字
- 南アラビア文字
- シリア文字
- アラビア文字 - ウルドゥー文字 - マグレブ文字
- マンダ文字
- パフラヴィー文字
- ソグド文字
- マニ文字

## アルファベット
- ギリシア文字
- 古イタリア文字 - エトルリア文字 / ウンブリア文字
- リュキア文字
- リュディア文字
- カリア文字
- ゴート文字
- ラテン文字（ローマ字）- フラクトゥール（ドイツ文字）/ ゲール文字
- コプト文字
- キリル文字
- グラゴル文字
- ロヴァーシュ文字（ハンガリー文字）
- ルーン文字
- オガム文字
- 古ペルム文字（アブール）
- グルジア文字
- アルメニア文字
- アヴェスター文字
- 古ウイグル文字 - モンゴル文字（蒙古文字） / トド文字 / ガリック文字（アリガリ文字）/ 満洲文字 - シベ文字 / ブリヤート文字
- 突厥文字（オルホン文字）
- オスマニヤ文字
- オル・チキ文字
- バサ文字
- ンコ文字
- フレイザー文字
- ソラング・ソンペング文字 - ワラング・クシティ文字 / デザレット文字 / ショー文字
- ムーン・タイプ
- 注音符号（ボポモフォ）

## アブギダ
- カローシュティー文字
- ブラーフミー文字
- 梵字（悉曇文字、シッダマートリカー）
- デーヴァナーガリー
- グルムキー文字
- ランダー文字
- グジャラーティー文字
- カイティー文字
- マハージャニー文字
- チベット文字
- レプチャ文字（ロン文字）
- パスパ文字
- リンブ文字
- ベンガル文字 - マイティリー文字
- メイテイ文字
- シロティ・ナグリ文字
- オリヤー文字
- グランタ文字
- タミル文字
- テルグ文字
- カンナダ文字
- マラヤーラム文字
- トゥル文字
- シンハラ文字
- ピュー文字
- モン文字 - ビルマ文字 / アーホム文字 / ラーンナー文字
- クメール文字 - タイ文字 / ラーオ文字 / タイ・ヴィエト文字 / タイ・ナ文字 / タイ・ロ文字
- カヤー文字
- チャム文字
- ジャワ文字
- バリ文字
- ブギス文字 - マカサル文字
- スンダ文字
- ルジャン文字
- バタク文字
- バイバイン
- ハヌノオ文字
- タグバヌワ文字
- ブヒッド文字
- ゲエズ文字（アムハラ文字 / エチオピア文字）
- ターナ文字（モルディブ文字）
- カナダ先住民文字
- ポラード文字
- パハウ・フモン文字

## 素性文字
- ハングル
- テングワール

## 未解読文字
- 線文字A
- 契丹文字
- 女真文字
- ロンゴロンゴ
- ウルク古拙文字 - 原楔形文字
- 古ヨーロッパ文字